# Маргит (город)
Ма́ргит (англ. Margate) — город в Юго-Восточной Англии в графстве Кент, административный центр района Танет.

## История и география
Город находится на северном побережье ранее существовавшего острова Танет. Численность населения составляет 58 465 человек (на 2001 год).
Основан в 1254 году под названием Meregate, в 1293-м переименован в Маргит. Морской порт. Хорошо сохранился городской центр с памятниками викторианской архитектуры. Большой интерес представляет собой подземный «Грот ракушек» (Shell Grotto), обнаруженный в 1835 году.
Основным источником доходов горожан является обслуживание туристов.

## Культура
В Маргите два театра, из которых Королевский театр — второй по старшинству в Англии. В апреле 2011 года в Маргите открылся новый музей современного искусства Turner Contemporary museum.

## Шахматные турниры
В 1920-30-х годах в Маргите состоялось несколько международных шахматных турниров с участием сильнейших шахматистов того времени.
- 1923, март — апрель. 1. Эрнст Грюнфельд.
- 1935, апрель — май. 1. Самуил Решевский.
- 1936, апрель. 1. Сало Флор.
- 1937, март — апрель . 1-2. Пауль Керес и Ройбен Файн.
- 1939, апрель. 1. Пауль Керес.[2]

## Города-партнёры
- Идар-Оберштайн, Германия
- / Ялта, Россия/Украина[3]